# Bitka kod Arrasa (1914.)
Bitka kod Arrasa (1914.), odvila se u blizni istoimenog grada koji je glavni grad francuskog departmana Pas-de-Calais s oko 40.000 stanovnika, nekadašnja prijestolnica provincije Artois. U Prvom svjetskom ratu kod Arrasa su vođene dvije značajne bitke. Bitka koja je trajala od 27. rujna do 10. listopada 1914. jedna je od faza Trke k moru.

## Tijek bitke
Radi proširenja obuhvata sjeverno od Somme, koncentracijom novih snaga general Joffre je krajem rujna na lijevom krilu francuske 2. armije stvorio manevarsku grupaciju generala Maud'huyja, koja je kasnije osnovala 10. armiju. General Falkenhayn izvukao je 2 i pol korpusa, 1. bavarski rezervni (rez.) korpus (k), 4. k te 1. gardijsku pješačku diviziju (pd) iz drugih armija i zapovjedio je napad u pravcu Arrasa. Maud'huyjeve snage su se prikupile oko Arrasa pod zaštitom konjičkih korpusa generala Louis Napoléon Conneaua i Antoine de Mitryja.
No, 1. listopada se od zrakoplovstva saznalo da su njemačke snage (oko 1 k) dolazeći s JI, dostigle put Bapaume – Cambrai. Nijemci su se pojavili još i sjeverno od rijeke Scarpe i poduzeli obuhvatni napad na Arrasa u pravcu Vimyja.

### Francusko povlačenje i priprema obrane
Zbog nedovoljno jasne situacije, francuski 10. k (10. armije) okrenuo se prema jugu u prazno. Noću 2. na 3. listopada francuski 33. k (70. i 77. d) došao je u opasnu situaciju, divizije su mu bile razdvojene močvarnom dolinom rijeke. Scarpe, a pred sobom je imao 2 njemačka korpusa. Francuski 10. k je 3. listopada prešao u obranu i zamijenio južno krilo 77. d koja se zatim rasporedila s obje strane rijeke, za neposrednu zaštitu Arrasa. Nijemci su napredovali prema Lensu. Naredni dan bio je također kritičan: 33. k se i dalje povlačio, a bojišnica koju je držao 10. k probijena je kod Neuville-Vitassea, te se i ovaj korpus morao povlačiti. Pod zaštitom 77. d francuska pojačanja (45. d) su prevezana željeznicom pred sam grad, a bojišnica se ustalila.

### Njemačko napredovanje i dolazak generala Focha
Usprkos novim pojačanjima (fr. 21. k), Bavarci su 5. listopada ponovo probili obranu 70. d i zauzeli greben iznad Vimyja, a desno krilo francuskog 10. k s teritorijalnim divizijama popustilo je pod pritiskom njemačkih gardijskih postrojbi.
Napuštanje Arrasa izgledalo je neminovno, ali je u stožer 10. armije neočekivano stigao general Foch, novi pomoćnik generala Joffrea, s ovlastima da koordinira sve francuske postrojbe sjeverno od rijeke Oise. Maud'huy je tada opozvao naredbu za povlačenje i 5. listopada navečer izdao naredbe za protunapad 21. k i konjice uz podršku ostalih postrojbi.

## Završetak vojnih djelovanja
No, zbog sporog pristizanja pojačanja, ovaj protunapad nije ostvaren. Pritisak Bavaraca na Arras se 6. listopada pojačao, dok su se njemačke gardijske snage i 4. k trudili probiti u pravcu Doullensa. Međutim, i Nijemci su bili jako iscrpljeni, te su se ovim završavali njihovi posljednji napori u bici, iako su se 8. i 9. listopada još vodile manje borbe. Bitka se završila bez jasnog pobjednika.